# Neolampedusa lateralis
Neolampedusa lateralis är en skalbaggsart som först beskrevs av Thomson 1868.  Neolampedusa lateralis ingår i släktet Neolampedusa och familjen långhorningar. Inga underarter finns listade i Catalogue of Life.